# Joachim Pirsch
Joachim Pirsch est un rameur allemand, né le 26 octobre 1914 et mort le 25 août 1988.

## Biographie

### Palmarès

#### Aviron aux Jeux olympiques
- 1936 à Berlin,  Allemagne
  -  Médaille d'argent en deux de couple avec Willi Kaidel[1]